# Chiesa cattolica in Zimbabwe
La Chiesa cattolica in Zimbabwe è parte della Chiesa cattolica universale in comunione con il vescovo di Roma, il papa.

## Storia
Il primo tentativo di evangelizzare lo Zimbabwe è stato fatto nel XVI secolo dal padre gesuita portoghese Gonzalo da Silveira, la cui missione però fu molto breve: egli fu martirizzato il 16 marzo 1561 vicino al confine con l'attuale Mozambico, non lontano da Tete. Seguirono i padri Domenicani che si stabilirono a sud dello Zambesi e vi rimasero fino al 1775. I domenicani annunciarono il vangelo nell'impero di Monomotapa, riuscendo a fare presa sui figli dell'imperatore stesso: uno di questi, Miguel, fu ordinato sacerdote a Goa: fu il primo nero dello Zimbabwe a diventare prete cattolico. Tuttavia la comunità cattolica nel regno di Monomotapa non fu mai molto numerosa.
I gesuiti fece un secondo tentativo tornando in Zimbabwe nel 1607 e rimanendovi fino al 1759. Dopo il 1775 tutto il lavoro missionario cattolico ebbe termine per l'espulsione dei missionari ed il cristianesimo scomparve.
Nel 1879 la Congregazione di Propaganda Fide fonda la missione dello Zambesi (che comprendeva gli attuali Zimbabwe e Zambia), affidata ai Gesuiti: questi creano a Salisbury (l'odierna Harare) una missione che ha però scarso successo. Un'altra missione è fondata nel 1887 nel Matabeleland, a ovest del Paese. Il territorio rimane in mano ai Gesuiti e legato alla missione dello Zambesi fino al 1927: in questa data diventa autonomo prima come prefettura apostolica e poi dal 1931 come vicariato apostolico. A partire dal 1932 sono erette le circoscrizioni ecclesiastiche. Nel 1988 la Chiesa cattolica in Zimbabwe riceve la visita pastorale di papa Giovanni Paolo II.

## Organizzazione ecclesiastica
La Chiesa cattolica è presente sul territorio con 2 sedi metropolitane e 6 diocesi suffraganee:
1. Arcidiocesi di Harare, da cui dipendono le diocesi di: Chinhoyi, Gokwe e Mutare;
2. Arcidiocesi di Bulawayo, da cui dipendono le diocesi di: Gweru, Hwange e Masvingo.

## Statistiche
La Chiesa cattolica in Zimbabwe al termine dell'anno 2007 su una popolazione di 15.217.396 persone contava 1.367.669 battezzati, corrispondenti all'8,9% del totale. Inoltre gestiva 236 istituti scolastici e 74 istituti di beneficenza.
| anno | popolazione | popolazione | popolazione | presbiteri | presbiteri | presbiteri | presbiteri                | diaconi | religiosi | religiosi | parrocchie |
| anno | battezzati  | totale      | %           | numero     | secolari   | regolari   | battezzati per presbitero | diaconi | uomini    | donne     | parrocchie |
| ---- | ----------- | ----------- | ----------- | ---------- | ---------- | ---------- | ------------------------- | ------- | --------- | --------- | ---------- |
| 2004 | 1.286.220   | 14.582.627  | 8,8         | 403        | 183        | 220        | 3.191                     | 12      | 528       | 1.049     | 208        |
| 2007 | 1.367.669   | 15.217.396  | 8,9         | 424        | 206        | 218        | 3.225                     | 13      | 510       | 1.100     | 218        |

## Nunziatura apostolica
Santa Sede e Zimbabwe hanno stabilito normali relazioni diplomatiche il 26 giugno 1980. L'anno successivo è stata eretta la Nunziatura apostolica con sede ad Harare. Fino al 1993 i nunzi svolgevano anche le funzioni di Delegati apostolici del Mozambico ed avevano il titolo di pro-nunzio.
Pro-nunzi apostolici
- Francesco Colasuonno, arcivescovo titolare di Tronto (7 marzo 1981 - 8 gennaio 1985 nominato pro-nunzio apostolico in Jugoslavia)
- Patrick Coveney, arcivescovo titolare di Satriano (27 luglio 1985 - 25 gennaio 1990 nominato pro-nunzio apostolico in Etiopia)
- Giacinto Berloco, arcivescovo titolare di Fidene (15 marzo 1990 - 17 luglio 1993 nominato nunzio apostolico in Costa Rica)

Nunzi apostolici
- Peter Paul Prabhu, arcivescovo titolare di Tituli di Numidia (13 novembre 1993 - 1º luglio 2002 dimesso)
- Edward Joseph Adams, arcivescovo titolare di Scala (22 agosto 2002 - 3 settembre 2007 nominato nunzio apostolico nelle Filippine)
- George Kocherry, arcivescovo titolare di Othona (22 dicembre 2007 - 6 luglio 2013 nominato nunzio apostolico in Bangladesh)
- Marek Zalewski, arcivescovo titolare di Africa (25 marzo 2014 - 21 maggio 2018 nominato nunzio apostolico a Singapore e rappresentante pontificio non-residente in Vietnam)
- Paolo Rudelli, arcivescovo titolare di Mesembria (25 gennaio 2020 - 19 luglio 2023 nominato nunzio apostolico in Colombia)
- Janusz Urbańczyk, arcivescovo titolare di Voli, dal 25 gennaio 2024

## Conferenza episcopale
L'episcopato cattolico del Paese è riunito nella Conferenza dei vescovi cattolici dello Zimbabwe (Zimbabwe Catholic Bishops' Conference, ZCBC), istituita dalla Santa Sede il 1º ottobre 1969. Gli statuti della Conferenza sono stati approvati il 25 marzo 1981.
La ZCBC è membro della Inter-Regional Meeting of Bishops of Southern Africa (IMBISA) e del Symposium of Episcopal Conferences of Africa and Madagascar (SECAM).
Elenco dei presidenti della Conferenza episcopale:
- Donal Raymond Lamont, vescovo di Mutare (1970 - 1972)
- Alois Haene, vescovo di Gweru (1972 - 1974)
- Ignacio Prieto Vega, vescovo di Hwange (1974 - 1975)
- Ernst Heinrich Karlen, arcivescovo di Bulawayo (1975 - 1977)
- Patrick Fani Chakaipa, arcivescovo di Harare (1977 - 1984)
- Tobias Wunganayi Chiginya, vescovo di Gweru (1984 - 1987)
- Alexio Churu Muchabaiwa, vescovo di Mutare (1987 - 1990)
- Helmut Reckter, vescovo di Chinhoyi (1990 - 1994)
- Francis Xavier Mugadzi, vescovo di Gweru (1994 - 1998)
- Alexio Churu Muchabaiwa, vescovo di Mutare (1998 - 2002)
- Michael Dixon Bhasera, vescovo di Masvingo (2002 - 2006)
- Robert Christopher Ndlovu, arcivescovo di Harare (2006 - 2010)
- Ángel Floro Martínez, vescovo di Gokwe (2010 - 11 marzo 2014)
- Michael Dixon Bhasera, vescovo di Masvingo, (11 marzo 2014 - maggio 2018)
- Robert Christopher Ndlovu, arcivescovo di Harare (maggio 2018 - 2022)
- Paul Horan, O.Carm., vescovo di Mutare, dal 2022

Elenco dei vicepresidenti della Conferenza episcopale:
- Robert Christopher Ndlovu, arcivescovo di Harare (2014 - maggio 2018)
- Alex Thomas Kaliyanil, S.V.D., arcivescovo di Bulawayo, dal maggio 2018

Elenco dei segretari generali della Conferenza episcopale:
- Alex Thomas Kaliyanil, S.V.D., arcivescovo di Bulawayo (2014 - maggio 2018)
- Paul Horan, O. Carm., vescovo di Mutare  (maggio 2018 - 2022)
- Presbitero Tryvis Moyo, C.SS.R., da novembre 2022